# Venta de Palula
Venta de Palula är en ort i Mexiko.   Den ligger i kommunen Tepecoacuilco de Trujano och delstaten Guerrero, i den södra delen av landet, 150 km söder om huvudstaden Mexico City. Venta de Palula ligger 688 meter över havet och antalet invånare är 536.
Terrängen runt Venta de Palula är huvudsakligen lite kuperad. Venta de Palula ligger nere i en dal. Runt Venta de Palula är det ganska tätbefolkat, med 214 invånare per kvadratkilometer. Närmaste större samhälle är Mayanalán, 14,2 km nordost om Venta de Palula. I omgivningarna runt Venta de Palula växer huvudsakligen savannskog.